# Inter caetera

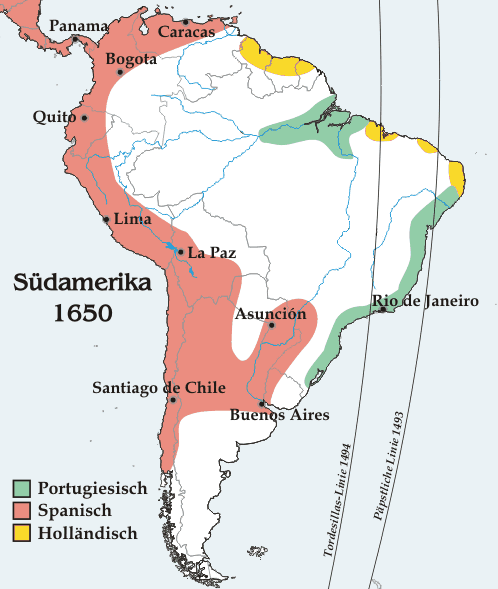
Mapa Jižní Ameriky; poledník vpravo byl definován bulou Inter caetera, ten vlevo smlouvou z Tordesillas. Dnešní města jsou zobrazena pro orientaci.

Inter caetera („Mezi ostatními pracemi“) byla papežská bula vydaná papežem Alexandrem VI. dne 4. května (quarto nonas maii) roku 1493, která udělovala katolickým Veličenstvům králi Ferdinandovi II. Aragonskému a kastilské královně Isabele I. všechny země na „západ a jih“ – 100 lig (zhruba 480
km) západně a jižně od některého z ostrovů Azor nebo Kapverdských ostrovů.
Dosud není jasné, zda papež zamýšlel „darování“ suverenity, nebo infeudaci, či investituru. Dále, od doby, co vyšla bula, se vedly spory kolem jejích různých interpretací – podle některých bula sloužila pouze pro transformaci vlastnictví majetku a půdy. Jiní, včetně Španělské koruny a conquistadorů, to interpretovali v nejširším možném smyslu – bula dávala Španělsku plnou politickou suverenitu.
Inter caetera a další podobné buly, zejména Dudum siquidem, zahrnovaly Buly daru. Zatímco tyto buly měly urovnat spory mezi Španělskem a Portugalskem, nezabývaly se průzkumnými a koloniálními ambicemi jiných národů, které se staly spíše problémem po protestantské reformaci.

## Předcházející události
Než Kryštof Kolumbus získal schválení pro svou cestu od královny Isabely a španělského krále Ferdinanda, oslovil prvně portugalského krále Jana II. Královi učenci a navigátoři zkontrolovali Kolumbovu dokumentaci a zjistili, že jeho výpočty hrubě podhodnocují průměr Země a tím i délku plavby, a nedoporučovali expedici dotovat. Za Kolumbova návratu z jeho první cesty do Ameriky učinil své první vylodění v portugalských Azorech; následná bouře zahnala jeho loď, 4. března 1493, do Lisabonu. Když se portugalský král doslechl o Kolumbových objevech, sdělil mu, že má za to, že jeho plavba byla v rozporu se smlouvou z Alcáçovas z roku 1479. Smlouva byla ratifikována papežskou bulou Aeterni regis z roku 1481, která potvrdila i předchozí buly z roku 1452 (Dum diversas), 1455 (Romanus Pontifex) a 1456 (Inter caetera), uznávající portugalské územní nároky podél západoafrického pobřeží. Král tak věděl, že podmínky smlouvy uznávají portugalské nároky na všechna území jižně od Kanárských ostrovů (která byla postoupena Španělsku).
Kolumbův příjezd do údajných asijských zemí v západním Atlantském oceánu v roce 1492 ohrozil nestabilní vztahy mezi Portugalskem a Španělskem. Po zprávě, že král Jan připravuje flotilu k plavbě na západ, zahájili král a královna Španělska diplomatické rozhovory o právech vlastnictví a správy nově nalezené země. Španělští a portugalští delegáti se scházeli a diskutovali od dubna do listopadu roku 1493, aniž by dosáhli nějaké dohody.
Kolumbus byl ještě v Lisabonu, když poslal zprávu o svém úspěchu španělským panovníkům. Španělský velvyslanec sdělil 11. dubna zprávu papeži Alexandru VI., který byl svým původem Španěl a bývalý správce arcidiéze Valencie, a vyzval ho, aby vydal novou bulu, která by vycházela vstříc španělským nárokům. V té době byl papež Alexandr, jako vládce Papežského státu, zapleten do územního sporu s Ferdinandovým bratrancem neapolským králem Ferdinandem I., a proto vycházel vstříc všem žádostem Isabely a Ferdinanda, a to až do takové míry, že oba vládci Španělska napsali Kolumbovi, že pokud by považoval za nutné něco ve znění bul změnit, mohla by být některá z nich upravena. Apoštolská komora se téměř stala rozšířením španělského soudu, který zajistil rychlý proces schvalování bul, což prakticky likvidovalo portugalské nároky. Papež tak vydal dva edikty 3. května 1493, následný třetí vydaný o den později pak nahradil první dva. Konečný edikt, Dudum siquidem, už doplnil Inter caeteru.
- První bula - Inter caetera - datovaná na 3. května uznávala nároky Španělska na jakékoliv objevené země, které ještě nevlastnil křesťanský vládce a chránila předchozí nároky Portugalska. To však obě strany považovaly za příliš vágní.
- Druhá bula - Eximiae devotionis - rovněž datovaná na 3. května, udělila králům Kastilie a Leónu i jejich nástupcům v nově objevených zemích stejná privilegia, která byla udělena králům Portugalska v oblastech Afriky a Guineje.[8]
- Třetí bula - rovněž nazvaná Inter Caetera datovaná na 4. května nabádá španělské panovníky, aby šířili víru na západ od linie nakreslené „sto lig směrem na západ a na jih od kteréhokoli z ostrovů běžně známých jako Azory a Kapverdy “. Bailey Diffie naznačuje, že tato změna mohla být vyvolána portugalským velvyslancem.[4]

Inter caetera a následující Tordesillaská smlouva definovaly a vymezily španělskou sféru vlivu, Portugalsko vyjímaje. Ve vztahu k ostatním státům byla dohoda právně neúčinná (res inter alios acta). Španělské snahy přesvědčit ostatní evropské mocnosti o právní platnosti buly Inter caetera nikdy nebyly úspěšné.

## Znění
Inter caetera uvádí:
Mezi ostatními díly, jež se zamlouvají Božskému Veličenstvu a ctí naše srdce, se toto jistě řadí mezi nejvýznamnější, neb víra katolická a křesťanství jsou oslavovány a všude rozšiřovány tak, aby bylo pečováno o zdraví duší a aby barbarské národy byly svrženy a přivedeny k pravé víře. . . . [My] ... přidělujeme vám a vašim dědicům i nástupcům, králům Kastilie a Leónu, ... všechny ostrovy nalezené a nově nalezené, pevniny objevené a nově objevené směrem na západ a jih, stanovující linii od... severu, ... k ... jihu, ... řečená linie je vzdálená sto lig na západ a na jih od kteréhokoli z ostrovů běžně známých jako Azory a Kapverdy.
Bula udává, že katolická Veličenstva „měla v úmyslu hledat a objevovat různé ostrovy a pevniny vzdálené i neznámé“, avšak byla zapojena do dobývání Granady.
Stanovená linie rozdělovala pouze atlantické zóny, Španělsko a Portugalsko se tak mohly míjet směrem na západ, respektive na východ na druhé straně zeměkoule, a stále mohly vlastnit jakoukoli pevninu, kterou objevily jako první. Bula neudávala, zda země na východ od linie budou patřit Portugalsku, které teprve nedávno dosáhlo jižního cípu Afriky (1488) a ještě nedosáhlo Indie (1498). Tyto země „čekající na objevení” ležely za těmi podél západního pobřeží Afriky tak daleko jako Guinea, a byly přiděleny Portugalsku roku 1481 bulou Aeterni regis, která ratifikovala smlouvu z Alcáçovas.

## Důsledky

Planisféra Cantina z roku 1502 ukazuje linii smlouvy z Tordesillas.

Důležitým, i když původně nezamýšleným, výsledkem spojení této papežské buly se smlouvou z Tordesillas bylo, že téměř celý Tichý oceán a západní pobřeží Severní Ameriky byly přiděleny Španělsku. Král Jan II. přirozeně odmítl vstoupit do bezvýchodného sporu v Římě a jednoduše ignoroval buly, čímž nepřiznával jejich autoritu a ani se nevzpíral církvi. Podle Oskara Spatea, kdyby byl Řím pod kontrolou Ferdinanda, byly by i vysoce postavené osobnosti na španělském dvoře a informovaly by jej o svých krocích. Portugalsko, které ovládalo cesty ze Španělska na Antily a přístavy na Azorech a Madeiře, zaujímalo strategickou námořní pozici a rozhodlo se pokračovat v jednáních.

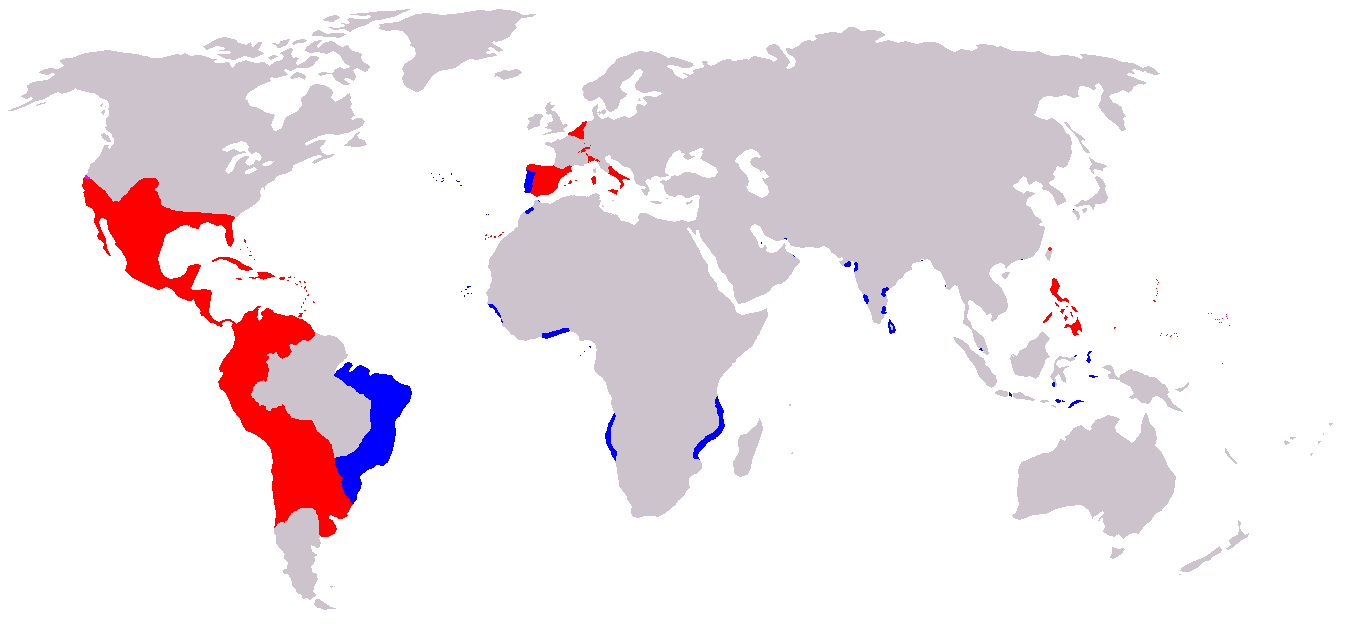
Mapa Španělské (červená) a Portugalské koloniální říše (modrá) v období jejich personální unie (1580–1640). Oblasti prozkoumané a nárokované Španěly, ale neosídlené (např. povodí Amazonky) nejsou zobrazeny.

Ani jedna strana se neřídila bulami papeže Alexandra. Místo toho vyjednali Tordesillaskou smlouvu z roku 1494, která přesunula linii dále na západ na poledník ležící 370 mil na západ od portugalských Kapverdských ostrovů, čímž nyní výslovně dávala Portugalsku všechny nově objevené země na východ od linie.
V reakci na portugalské objevení Moluky v roce 1512 předložili Španělé v roce 1518 myšlenku, kde by papež Alexander rozdělí svět na dvě poloviny. V této době však ostatní evropské mocnosti většinově odmítaly představu, že by papež měl právo rozdělovat suverenitu nad regiony tak rozsáhlými, jako je Nový svět. Dokonce i vlivní lidé ve Španělsku jako Francisco de Vitoria odsoudili platnost buly Inter caetera. Zatímco Španělsko se nikdy nevzdalo svých nároků na základě papežských bul, neusilovalo ani o papežské sankce za demarkační linií Atlantského oceánu;Španělsko spíše jednalo přímo s Portugalskem.
Toto náboženské oprávnění zabírat země nekřesťanských národů bylo citováno hlavním americkým soudcem Johnem Marshallem téměř o 300 let později, když v mezinárodním právu rozvíjel doktrínu Discovery.

## Piis fidelium
Dne 25. června 1493 si zajistil král Ferdinand papežskou bulou Piis fidelium post apoštolského vikáře v Indiích. Otec Bernardo Buil z řádu Nejmenších bratří odešel 25. září 1493 z Cádizu do Ameriky s druhou Kolumbovou výpravou. Jednou však na ostrově Hispaniola zahlédl Buil následky dobyvatelů a znesvářil se s Kolumbem kvůli tvrdému zacházení s kolonisty a Indiány. Uviděv Buil bezvýchodnou situaci pro evangelizaci a katechizaci, odešel poražen a po šesti měsících, dne 3. prosince 1494, dorazil do Španělska. Dva další mniši, které zanechal v Americe, se v roce 1499 též vrátili do vlasti.

## Protesty domorodých skupin
V 21. století skupiny jako Šavané, Lenapeové, Taínové a Kanaka Maoli organizovaly protesty a vznesly žádosti s cílem odvolat papežskou bulu Inter caetera a připomenout katolickým vládcům historii dobývání, nemocí a otroctví v Americe, někdy ospravedlňovaných ve jménu křesťanství, které má podle nich zničující dopady na jejich dnešní kultury.